# Tiia Reima
Tiia Reima   (Tampere, 1 de febrer de 1973) és una jugadora d'hoquei sobre gel finlandesa, ja retirada, que va competir entre el 1985 i el 2011. Jugava de davantera.
El 1998 va prendre part en els Jocs Olímpics d'Hivern de Nagano, on guanyà la medalla de bronze en la competició d'hoquei sobre gel. Quatre anys més tard, als Jocs de Salt Lake City, fou quarta en la mateixa competició.
En el seu palmarès també destaquen cinc medalles de bronze al Campionat del món i quatre medalles d'or i una de bronze al Campionat d'Europa. Amb la selecció finlandesa jugà un total de 142 partits. A nivell de clubs guanyà quatre lligues finlandeses entre el 1990 i 1993. Jugà a l'Ilves-Kiekko, Ilves Tampere, SC Lyss, IHK Helsinki i HC Lugano.